# Pelagonitissa

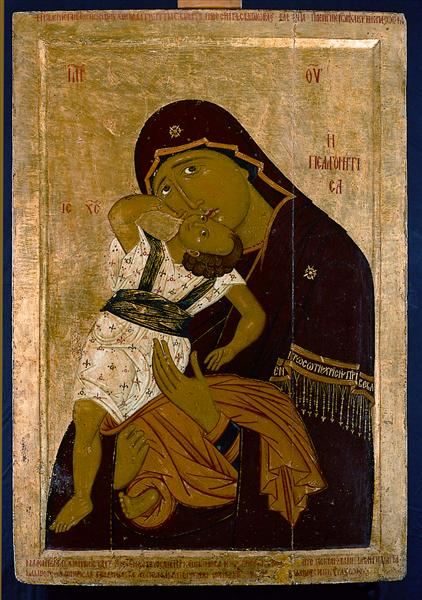
La Madonna Pelagonitissa realizzata dal monaco Makarios Zographos tra il 1421 e il 1422. Precedentemente sita nel monastero di Zrze, si trova oggi in un museo di Skopje.

La Madonna Pelagonitissa, o anche semplicemente Pelagonitissa (dal nome della città di Pelagonia, l'attuale Bitola, nella Macedonia del Nord), è un tipo di iconografia cristiana diffusa inizialmente nell'arte bizantina e poi in tutti i paesi europei del periodo medioevale. L'iconografia è costituita dalla Madonna con in braccio il Bambino Gesù in una posa giocosa, decisamente lontana dalla concezione solenne delle Madonne bizantine.

## Iconografia
Questo tema figurativo, conosciuto anche come "Madre di Dio con Bambino giocoso", è da molti considerato una variante dell'Eleusa, detto anche "Madre di Dio della Tenerezza", a sua volta derivata della più antica Odigitria e considerata dagli iconologi moderni, così come anche la stessa Odigitria, una delle sei tipologie fondamentali di icona mariana (anche se altri studiosi ritengono che ce ne siano molte di più e il dibattito è sempre aperto). Se l'Eleusa si discosta da quest'ultima facendo a meno della postura statica e rigida e soprattutto mostrando il chiaro sentimento di affetto e tenerezza che corre tra madre e figlio, la Pelagonitissa mostra ancora di più la natura umana e vulnerabile del Bambino, intento, pare, a giocare con la madre (in alcune versioni il bimbo tocca il velo o i capelli di Maria), che invece ha sempre uno sguardo triste o comunque assorto, essendo essa conscia del destino del Figlio.
Esistono diverse varianti della Pelagonitissa: nella maggior parte delle icone di questo tipo, Maria tiene il figlio nel braccio destro (questa forma è quindi detta dexiokratusa mentre, se il braccio usato per sorreggere il figlio è il sinistro, è detto aristerokratusa), piegandosi amorevolmente verso il bambino e spesso toccandolo con l'altra mano, mentre il bimbo, solitamente a gambe nude, è in una posa avvitata, con la testa rovesciata e gli occhi e il mento rivolti verso la madre a cui, con la mano più lontana (la sinistra, se il bimbo è sorretto con la destra), tocca la guancia (ma anche il velo o i capelli), in un gesto apparentemente di tenerezza ma che, spesso, può in realtà rivelare un'inquietudine nel bimbo e non un sentimento di allegria. Come già nell'Eleusa, il bimbo viene mostrato in fase di movimento, con Maria che cerca di calmarlo e trattenerlo, ma, se nell'Eleusa emerge maggiormente il tratto affettivo del rapporto tra i due, nella Pelagonitissa traspare di più la natura gioiosa dell'amore che lega madre e figlio. Tuttavia, osservando soprattutto i primi esempi di questo tipo di rappresentazione, si può notare che spesso l'espressione dei due volti è grave, se non addirittura angosciata, mentre il movimento del bambino può non sembrare quello di un bimbo turbolento, bensì quello di un bimbo che si agita perché ha paura: ciò può essere dovuto allo stile del tempo, che spesso presentava soggetti gravi, ma c'è anche chi pensa che questa icona abbia avuto sin dall'inizio un altro significato, con il Dio-Bambino conscio di un destino che la sua natura umana di bimbo sembra però mal accettare, e con la Madre che, con uno sguardo triste e assorto, mostra il riverbero del dolore, dell'amore e dell'accettazione della volontà divina ed è pronta a dare suo figlio in sacrificio per il bene dell'umanità.
Secondo l'opinione di molti studiosi, tra cui Rebecca Corrie, professoressa di arte medievale al Bates College, anche le gambe nude del bambino vorrebbero accostare un tratto tipico della tenera età del piccolo con la condizione in cui Gesù sarà una volta in croce, rivelando quindi non solo la vulnerabilità del bambino, ma anche il suo destino.
In questo tema figurativo i protagonisti sono ritratti solitamente a mezza figura ma ci sono comunque anche rappresentazioni in cui la Madonna è ritratta a figura intera, seduta o in piedi.

## Storia

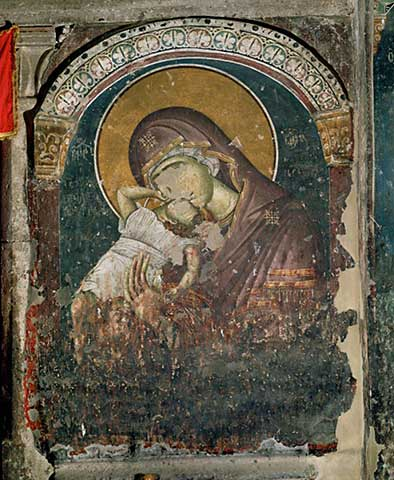
La Madonna Pelagonitissa in un affresco nella chiesa di San Giorgio a Staro Nagoričane.

Le più antiche raffigurazioni della Madonna di tipo Pelagonitissa a noi pervenute risalgono all'inizio del XIII secolo, e sono in una miniatura siriana presente in un salterio del 1203 conservato al British Museum, in una miniatura di un vangelo serbo del XIII secolo ritrovato a Prizren, in Kosovo, e in un affresco nella chiesa di San Giorgio a Staro Nagoričane, nella Macedonia del Nord, risalente al 1318, quindi al XIV secolo. Proprio quest'ultimo secolo ha visto il diffondersi del culto di questo tipo di icona, con la maggior parte delle icone prodotta, quantomeno quella che si è meglio conservata, nell'area dell'attuale Macedonia del Nord e più precisamente nelle aree di quel territorio che al tempo facevano parte del territorio Serbo o che erano state in passato governate dall'aristocrazia serba.
Considerati le origini e il luogo di produzione o le caratteristiche stilistiche delle prime rappresentazioni citate, si può ritenere che un'icona simile, di tipo Pelagonitissa, fosse venerata in alcuni dei principali centri delle province Orientali, e che il suo passaggio in tradizioni artistiche e culturali più distanti sia stato frutto di una situazione storico-politica decisamente complessa. Inizialmente questa iconografia potrebbe aver avuto origine a Costantinopoli, dove era conosciuta sin dal XII secolo, come testimoniato da un'icona, oggi conservata nel Museo bizantino e cristiano di Atene, dipinta in questo periodo in terra macedone come replica di un originale conservato nella capitale bizantina e che può essere considerata una progenitrice della Pelagonitissa vera e propria. Ancora, un'icona considerata un predecessore della Pelagonitissa ultima è quella conservata nel monastero di Xenophontos, sul monte Athos, che è stata attribuita alla scuola di Tessalonica, centro noto per le sue influenze verso le province Balcaniche, da cui peraltro proviene la prima raffigurazione completa di tutti gli elementi propri della Pelagonitissa, commissionata ai pittori di Tessalonica dal re Stefano Uroš II Milutin all'inizio del XIV secolo. È possibile quindi che l'iconografia della Madonna Pelagonitissa sia stata da qui trasferita verso aree provinciali, come Pelagonia, dove ha poi guadagnato un ampio culto locale, durante il XIII secolo. Forse a una delle icone prodotte nell'area di Pelagonia come replica dell'originale è stato attribuito un qualche miracolo, cosicché, a partire dal terzo quarto del XIV secolo, le icone di questo tipo hanno iniziato a recare la scritta "Pelagonitissa" per indicare la provenienza dallo stesso luogo dell'icona miracolosa. Al culto della Madonna Pelagonitissa era poi particolarmente devota la famiglia del despota Uglješa Mrnjavčević, che regnava allora sull'area di Pelagonia, la quale potrebbe aver contribuito al rafforzamento del culto di questo tipo di icona nella regione.

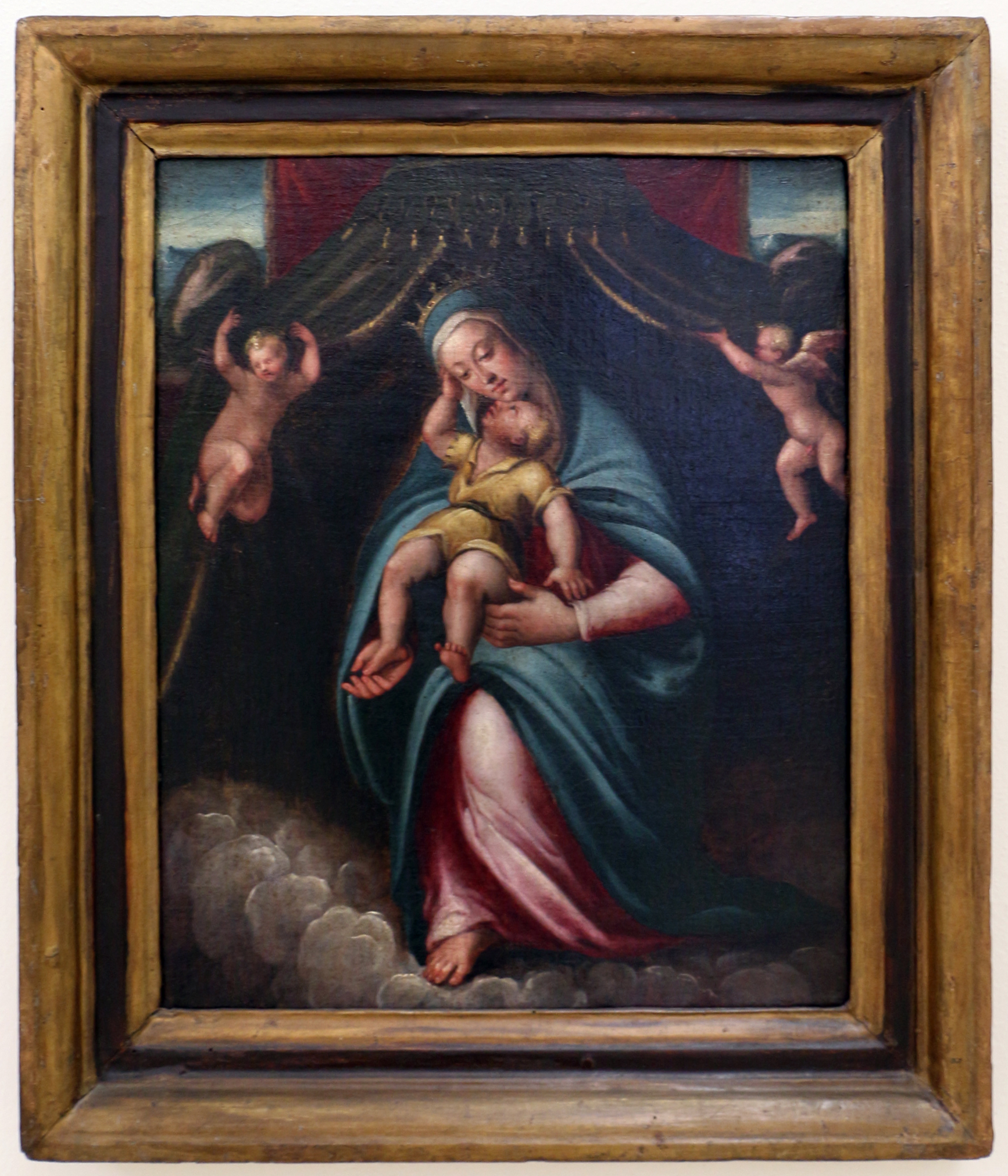
La Madonna con il Bambino sotto il baldacchino retto da due angeli di Barbara Longhi, realizzato a inizio del Seicento, mostra le diverse innovazioni introdotte, negli anni, dall'arte italiana.

A partire dal XIV secolo, la rappresentazione della Madre di Dio Pelagonitissa si diffuse verso i paesi Occidentali, ma solo eccezionalmente in Europa Centrale, venendo accolta anche dall'arte italiana, essendo arrivata nella penisola probabilmente passando dalla Dalmazia. Si ritiene che tale iconografia possa essere giunta in Italia, dove alcuni suoi tratti furono in parte modificati anche se le caratteristiche peculiari dei due protagonisti rimasero le stesse, in particolare a cavallo tra il XIII e il XIV secolo quando, grazie agli Angioini, a cui apparteneva Elena d'Angiò, madre del sopraccitato re serbo Milutin, e ai loro potenti alleati in Italia e nei Balcani, le relazioni commerciali, culturali e politiche tra le due sponde dell'Adriatico, già esistenti da secoli, diventarono particolarmente strette. In Italia ne sono identificabili solo poche "libere" traduzioni, peraltro tutte collegabili alla tradizione adriatica, la più antica delle quali, risalente alla seconda metà del XIII secolo, ricordata a Roma, è l'unica a riproporre i modelli orientali, traducendoli comunque nel linguaggio dei maestri tosco-romani del tempo; la più famosa delle rappresentazioni italiane è invece quella che si trova a Faenza, dove fu realizzata ai primi del Trecento da Giovanni da Rimini, di cui sono noti i legami con la Dalmazia.

Come detto, in Italia alcuni degli aspetti tipici della Pelagonitissa vennero modificati, così ad esempio il bambino appare sulla destra, come in Giovanni da Rimini, o frontale, mentre appoggia la schiena la madre, continuando a guardarla con la testa girata. Il soggetto è stato poi successivamente ripreso più volte in
Romagna, con l'ultima opera che sembra essere la Madonna con il Bambino sotto il baldacchino retto da due angeli di Barbara Longhi, conservata nella Pinacoteca di Ravenna e risalente all'inizio del XVII secolo, in cui l'artista fa sue alcune innovazioni precedentemente introdotte, soprattutto dal Maestro dei Baldraccani, con l'introduzione di un fondale architettonico e l’aggiunta di due angioletti ai lati.